# Robert Barro
Pour les articles homonymes, voir Barro.
Robert Joseph Barro, né le 28 septembre 1944 à New York, est un macroéconomiste américain, professeur d'économie à l'université Harvard et Fellow à la Hoover Institution à l'université Stanford. Membre fondateur de la nouvelle macroéconomie classique, il a travaillé sur l'équivalence ricardienne et sur les déterminants de la croissance économique.

## Biographie
Il commence ses études au California Institute of Technology, sous la direction de Richard Feynman. Il obtient une licence de physique en 1965 puis bifurque vers l'économie à l'université Harvard. II y obtient son Ph.D en économie en 1970 avec une dissertation doctorale intitulée "Inflation, the Payments Period, and the Demand for Money". Alors influencé par la théorie keynésienne, il se tourne progressivement vers  l'École de Chicago de Milton Friedman et George Stigler.
Il commence par enseigner à l'université de Rochester, à l'université de Chicago puis à l'université Brown.
Depuis 1987 il enseigne à l'université Harvard, dans laquelle il occupe la chaire Paul Warburg.
Il collabore au National Bureau of Economic Research. Son nom a été plusieurs fois cité comme possible « nobélisable »,.
Il rédige aussi des articles dans le Wall Street Journal depuis 1991. Il s'est ainsi montré critique de la Fondation Bill-et-Melinda-Gates (Bill & Melinda Gates Foundation) dans un article publié le 19 juin 2007 ; il y explique que Gates a plus apporté au bien-être des habitants du monde par la création de Microsoft que par des aides philanthropiques aux effets incertains. Il écrit également régulièrement une rubrique dans BusinessWeek.
Il se revendique libertarien ou libéral classique, et considère que la fonction essentielle de l’État consiste « à définir et à protéger les droits de propriété ».

## Travaux
En 1974, il publie un article, « Are Government Bonds Net Wealth? », dans lequel il montre que, sous certaines conditions, les deux grands modes de financement modernes des dépenses publiques, que sont la dette et l'impôt, sont strictement équivalents. Par conséquent, pour lui, la politique budgétaire est « neutre » sur l'activité économique, ce qui implique qu'elle ne produit aucun effet « keynésien » (multiplicateur des dépenses) ou « néoclassique / antikeynésien » (effet d'éviction). En effet, du fait des anticipations rationnelles des agents, une « désépargne » publique permettant la relance budgétaire, est compensée à l'unité monétaire près par une hausse de l'épargne privée (neutralisation de la relance par la consommation et de l'effet d'éviction des ressources privées). Cet article est l'un des plus importants[évasif] dans la macroéconomie contemporaine, puisqu'il approfondit le concept de l'équivalence ricardienne, soulevée par l'économiste classique britannique David Ricardo, et souvent appelée « effet Ricardo-Barro ».
D'abord testée empiriquement dans les années 1970, l'équivalence ricardienne est ensuite considérée comme une situation de référence lorsque les marchés sont parfaits et comme le corollaire du théorème Modigliani-Miller en finance. La formulation de cette équivalence a permis de comprendre des effets non linéaires et complexes de la politique budgétaire sur l'activité économique. Empiriquement, on observe à toutes choses égales par ailleurs des effets antikeynésiens aux politiques budgétaires des pays d'Europe du Nord dans les années 1990. L'une des explications à ce phénomène est l'effet conditionnel de la politique budgétaire vis-à-vis de la dette publique ; la politique budgétaire produit des effets « keynésiens » sur l'activité économique, jusqu'à ce que la dette publique rapportée au PIB dépasse un certain seuil. Passé ce seuil, la politique budgétaire produit alors des effets « ricardiens » (neutralité) sur l'activité économique voire des effets « antikeynésiens » (effet d'éviction néoclassique) sur l'activité économique. Cela peut être dû soit au fait que les agents économiques fixent un seuil psychologique au-delà duquel la charge de la dette est perçue comme insupportable, soit du fait que le service de la dette entraîne une éviction interne trop importante des ressources allouées aux autres postes du budget de l'État, ce qui ne permet plus d'assurer le financement des dépenses publiques productives (entendues comme permettant l'augmentation de la productivité marginale du capital privé). 
En 1976, il avance dans son article « Rational Expectations and the Role of Monetary Policy » que les banques centrales n'ont réussi à faire baisser le chômage que lorsqu'elles ont trompé les acteurs du marché sur les anticipations d'inflation. Il remet par là en cause la Courbe de Phillips et s'inscrit dans la théorie des anticipations rationnelles de Robert E. Lucas. Il appliqua cette même réflexion fondée sur les asymétries d'information dans un article de 1983 sur les banques centrales. Il conclut que, pour être crédibles et efficaces, les banques centrales doivent se donner un objectif d'inflation et ne pas en dévier. 
Depuis les années 1990, ses recherches portent sur les déterminants de la croissance économique, avec en particulier son ouvrage Determinants of Economic Growth: A Cross-Country Empirical Study. S'il déclare qu'« il n'existe aucune solution miracle pour favoriser la croissance économique », il distingue néanmoins certains facteurs favorables : la garantie des droits de propriété et de la règle de droit ainsi qu'un commerce libre tant sur le marché domestique que vis-à-vis du reste du monde. Il ajoute également, toujours sur la base de ses études statistiques, les investissements dans certaines infrastructures publiques (transports et communications) ainsi que dans l'éducation et la santé, qui permettent d'améliorer l'efficacité des facteurs et d'auto-entretenir la croissance (la croissance permet l'augmentation des recettes publiques, donc des investissements publics qui permettent eux-mêmes la croissance). À l'inverse, des mesures qu'il qualifie de plus « sociales » n'ont pas d'impact sensible : protection de l'environnement, lutte contre les inégalités de revenus, etc.
Il a par ailleurs développé avec Xavier Sala-i-Martin l'idée de convergence à terme des différentes régions d'un pays vers le même niveau de vie. Ils se sont fondés sur l'exemple des États du sud des États-Unis qui, entre 1880 et 1980, ont rattrapé progressivement les États du nord, au rythme d'environ 2 à 3 % par an. Ses deux manuels Macroéconomie (1984) et Croissance économique (1995) restent des classiques[évasif].
Dans les années 2000, il travaille avec son épouse, Rachel McCleary, sur l'impact de la religion sur la croissance économique. Il observe que les croyances religieuses fortes jouent plutôt un rôle positif dans le développement économique mais qu'une pratique trop assidue de la religion a l'effet inverse.
Avec six articles, il figure dans le peloton de tête d'une liste de 146 articles économiques les plus influents depuis 1970, aux côtés d'Eugene Fama et Joseph Stiglitz. Il est classé selon la méthode RePEc en janvier 2016 deuxième économiste le plus influent.

## Œuvres

### Œuvres traduites en français
- Rien n'est Sacré ! : Des idées en économie pour le nouveau millénaire, Paris, Economica, 2004, 161 p. (ISBN 978-2-7178-4780-2)Traduction de Nothing is sacred
- Les facteurs de la croissance économique : une analyse transversale par pays, Paris, Economica, 2000, 128 p. (ISBN 978-2-7178-3977-7)Traduction de Determinants of Economic Growth: A Cross-Country Empirical Study